# Alaskas flag
Alaskas flag blev indført 2. maj 1927 da Alaska var et territorium. Alaska blev først i 1959 USA's 49. delstat
Flaget blev til gennem en konkurrence for skoleelever, der indsendte forslag. Der kom 142 forslag ind, og den 13-årige, halvt svenske Benny Benson vandt med et blåt flag med otte stjerner på. Benson forklarede den blå farve i flaget med at blå står for himmelen og for blomsten forglemmigej. Syv af stjernerne udgør Karlsvognen, mens den ottende og største er Polarstjernen. Dette forklarede Benson med at Karlsvognen symboliserer styrke, mens Polarstjernen repræsenterer Alaskas fremtid.
Polarstjernen som symbol genfindes i to andre nordlige delstaters flag: Minnesotas og Maines.